# Oribatula trirostrata
Oribatula trirostrata är en kvalsterart som först beskrevs av Lee och Birchby 1991.  Oribatula trirostrata ingår i släktet Oribatula och familjen Oribatulidae. Inga underarter finns listade i Catalogue of Life.